# Stazione meteorologica di Oulx
La stazione meteorologica di Oulx è la stazione meteorologica di riferimento relativa alla località di Oulx.

## Coordinate geografiche
La stazione meteo si trova nell'Italia nord-occidentale, in Piemonte, in provincia di Torino, nel comune di Oulx, a 1.121 metri s.l.m. e alle coordinate geografiche 45°02′N 6°50′E.

## Dati climatologici
In base alla media trentennale di riferimento 1961-1990, la temperatura media del mese più freddo, gennaio, si attesta a -1,0 °C; quella del mese più caldo, luglio, è di +16,0 °C .
| Oulx               | Mesi | Mesi | Mesi | Mesi | Mesi | Mesi | Mesi | Mesi | Mesi | Mesi | Mesi | Mesi | Stagioni | Stagioni | Stagioni | Stagioni | Anno |
| Oulx               | Gen  | Feb  | Mar  | Apr  | Mag  | Giu  | Lug  | Ago  | Set  | Ott  | Nov  | Dic  | Inv      | Pri      | Est      | Aut      | Anno |
| ------------------ | ---- | ---- | ---- | ---- | ---- | ---- | ---- | ---- | ---- | ---- | ---- | ---- | -------- | -------- | -------- | -------- | ---- |
| T. max. media (°C) | 6,1  | 7,2  | 8,9  | 11,9 | 16,5 | 19,6 | 23,1 | 21,7 | 18,5 | 13,1 | 8,6  | 6,9  | 6,7      | 12,4     | 21,5     | 13,4     | 13,5 |
| T. min. media (°C) | −8,2 | −7,4 | −3,1 | 0,0  | 4,0  | 7,2  | 9,0  | 8,3  | 6,2  | 1,4  | −3,2 | −5,9 | −7,2     | 0,3      | 8,2      | 1,5      | 0,7  |